# Luseland
Luseland är en ort i Kanada.   Den ligger i provinsen Saskatchewan, i den centrala delen av landet, 2 600 km väster om huvudstaden Ottawa. Luseland ligger 697 meter över havet och antalet invånare är 566.
Terrängen runt Luseland är platt. Trakten runt Luseland är nära nog obefolkad, med mindre än två invånare per kvadratkilometer..
Trakten runt Luseland består till största delen av jordbruksmark.